# Distretto di Rai Coast
Il distretto di Rai Coast, in inglese Rai Coast District, è un distretto della Papua Nuova Guinea appartenente alla Provincia di Madang. Ha una superficie di 5.433 km² e 44.000 abitanti (stima nel 2000)